# Carbocisteina
La carbocisteina è una molecola ad attività mucolitica, chimicamente correlata all'acetilcisteina, utilizzata come farmaco per la cura della tosse con presenza di muco.
Ottenuta per alchilazione della cisteina con acido cloroacetico, ha la capacità di fluidificare il muco presente nelle vie aeree ed è perciò utilizzata anche per ridurre i sintomi della Broncopneumopatia cronica ostruttiva e della bronchiectasia.

## Farmacodinamica
Carbocisteina è caratterizzata da una spiccata azione mucolitica e fluidificante che si esercita sulle secrezioni mucose. Infatti le fibrille mucopolisaccaridiche del muco vengono lisate dal farmaco che determina anche un riequilibrio tra sialomucine e fucomucine. La carbocisteina modifica le proprietà viscoelastiche del muco bronchiale determinate dalle glicoproteine (fucomucine, sialomucine e sulfomucine) grazie ad un arricchimento di sialomucine con diminuzione delle fucomucine e questo attraverso la stimolazione dell'attività dell'enzima sialiltransferasi. La carbocisteina perciò attraverso la modifica della reologia del muco determina una significativa riduzione della sua viscosità incrementandone il trasporto mucociliare. Carbocisteina stimola la secrezione di ioni cloro nell'epitelio delle vie aeree. Questo fenomeno si associa al trasporto di acqua e conseguentemente comporta una migliore fluidificazione del muco.

## Farmacocinetica
Studi sperimentali eseguiti su topi e ratti hanno dimostrato che la carbocisteina somministrata per via orale viene rapidamente assorbita dal tratto gastrointestinale. La concentrazione plasmatica massima viene raggiunta dopo circa due ore dalla assunzione. Il farmaco si distribuisce in tutti i tessuti biologici e presenta una decisa elettività per il tessuto broncopolmonare. L'eliminazione della carbocisteina avviene prevalentemente per via urinaria (80% circa) nelle 24 ore in gran parte in forma immodificata.

## Tossicità
La DL50 nel topo e nel ratto per via orale è superiore a 10.000 mg/kg peso. Per via endovenosa nel topo è pari a 2593 mg/kg.

## Usi clinici
Carbocisteina trova indicazione come mucolitico e fluidificante nelle patologie acute e croniche che coinvolgono l'apparato respiratorio e in particolare nella broncopneumopatia cronica ostruttiva (BPCO). In soggetti affetti da BPCO carbocisteina può determinare una riduzione delle esacerbazioni della malattia, dei giorni di disabilità e più in generale un miglioramento dello stato di salute e della qualità di vita correlata.
Carbocisteina, uno fra i farmaci mucolitici maggiormente prescritti in molti paesi europei, sembra essere un trattamento sicuro anche in età pediatrica, purché in soggetti con più di due anni d'età.

## Effetti collaterali ed indesiderati
Nel corso del trattamento in alcuni pazienti possono verificarsi vertigini e disturbi di tipo digestivo come nausea, secchezza delle fauci, dolore addominale ed epigastrico, flatulenza, diarrea, ulcere e sanguinamento gastrointestinale. La maggior parte di questi disturbi regredisce spontaneamente con la semplice interruzione della terapia. In alcuni soggetti si possono verificare eruzioni cutanee allergiche, orticaria, rash cutaneo, reazioni anafilattiche ed eritema fisso.

## Controindicazioni
Il farmaco è controindicato nei soggetti con ipersensibilità nota al principio attivo oppure ad uno qualsiasi degli eccipienti utilizzati nella formulazione farmacologica. È inoltre controindicato nei soggetti con ulcera gastroduodenale, nelle donne in gravidanza e nelle donne che allattano al seno.

## Dosi terapeutiche
- Soggetti adulti

La dose iniziale consigliata è pari a 750 mg tre volte al giorno. Il trattamento può essere proseguito anche per periodi prolungati. Il dosaggio può essere adeguato alle esigenze del paziente e si consiglia di non superare il dosaggio massimo di 5g al giorno.
- Bambini

Nei soggetti di età compresa tra 2 e 5 anni il dosaggio è variabile da 62,5 a 125 mg ogni 6 ore. Nei soggetti di età compresa tra 7 e 12 anni si consiglia una dose di 250 mg ogni 8 ore. L'assunzione del farmaco in bambini con meno di 2 anni d'età non è indicata.